# Pseudochirops archeri
Espèce
Statut de conservation UICN

 NT  : Quasi menacé
Le Pseudochirops archeri (en anglais Green Ringtail Possum) est une des quatre espèces du genre Pseudochirops. C'est la seule espèce trouvée en Australie, les autres espèces vivant en Papouasie-Nouvelle-Guinée et dans les îles environnantes. Il vit uniquement en forêt humide sur un tout petit territoire du nord-est du Queensland entre Paluma et le plateau du Mont Windsor.

## Description
Il mesure environ près de 70 centimètres de long dont un peu moins de la moitié de la longueur pour la queue et pèse un peu plus d'un kilogramme. Le Ringtail vert doit son nom à la couleur de sa fourrure qui apparaît de loin comme vert olive mais qui est en fait un mélange de fines bandes de couleurs de poils alternées : argenté, jaune et noir  qui lui donnent cet aspect vert. Il a deux bandes argentées sur le dos.
C'est un animal nocturne passant ses journées à dormir en boule sur une grosse branche d'arbre. Contrairement aux autres espèces, il n'a pas de tanière ou ne fait pas de nid. Il se contente pour dormir de s'agripper à une grosse branche par ses pattes arrière, de rouler sa queue le long de son corps et de replier sa tête sous son ventre. C'est un animal solitaire (quelquefois on trouve un couple sur le même arbre), arboricole, se nourrissant essentiellement de feuilles  notamment de figuiers et de figues. Il ne descend sur le sol que pour changer d'arbre.
La femelle a deux mamelles et ne donne naissance, d'août à novembre, qu'à un petit à la fois.
Il a deux prédateurs principaux : la chouette rousse (Ninox rufa) et le chat marsupial à queue tachetée (Dasyurus maculatus)